# Amphoe Si Rattana
Amphoe Si Rattana (Thai: อำเภอ ศรีรัตนะ) ist ein Landkreis (Amphoe – Verwaltungs-Distrikt) im Zentrum der Provinz Si Sa Ket. Die Provinz Si Sa Ket liegt in der Nordostregion von Thailand, dem so genannten Isan. 

## Geographie
Amphoe Si Rattana grenzt an die folgenden Distrikte (von Norden im Uhrzeigersinn): an die Amphoe Phayu, Nam Kliang, Benchalak, Kantharalak, Khun Han und Phrai Bueng. Alle Amphoe liegen in der Provinz Si Sa Ket.

## Geschichte
Si Rattana wurde am 5. März 1981 zunächst als „Zweigkreis“ (King Amphoe) eingerichtet, indem die vier Tambon Si Kaeo, Phing Phuai, Sa Yao und Tum vom Amphoe Kantharalak abgetrennt wurden. 
Am 26. Mai 1989 wurde er zum Amphoe heraufgestuft.

## Verwaltung

### Provinzverwaltung
Der Landkreis Si Rattana ist in sieben Tambon („Unterbezirke“ oder „Gemeinden“) eingeteilt, die sich weiter in 90 Muban („Dörfer“) unterteilen.
| Nr. | Name        | Thai     | Muban | Einw. |
| --- | ----------- | -------- | ----- | ----- |
| 1.  | Si Kaeo     | ศรีแก้ว    | 15    | 9.501 |
| 2.  | Phing Phuai | พิงพวย    | 14    | 9.006 |
| 3.  | Sa Yao      | สระเยาว์  | 14    | 7.500 |
| 4.  | Tum         | ตูม       | 12    | 9.112 |
| 5.  | Sueang Khao | เสื่องข้าว  | 11    | 6.411 |
| 6.  | Si Non Ngam | ศรีโนนงาม | 10    | 4.473 |
| 7.  | Saphung     | สะพุง     | 14    | 6.749 |

### Lokalverwaltung
Es gibt eine Kommune mit „Kleinstadt“-Status (Thesaban Tambon) im Landkreis:
- Si Rattana (Thai: เทศบาลตำบลศรีรัตนะ), bestehend aus Teilen der Tambon Si Kaeo und Saphung.

Außerdem gibt es sieben „Tambon-Verwaltungsorganisationen“ (องค์การบริหารส่วนตำบล – Tambon Administrative Organizations, TAO):
- Si Kaeo (Thai: องค์การบริหารส่วนตำบลศรีแก้ว)
- Phing Phuai (Thai: องค์การบริหารส่วนตำบลพิงพวย)
- Sa Yao (Thai: องค์การบริหารส่วนตำบลสระเยาว์)
- Tum (Thai: องค์การบริหารส่วนตำบลตูม)
- Sueang Khao (Thai: องค์การบริหารส่วนตำบลเสื่องข้าว)
- Si Non Ngam (Thai: องค์การบริหารส่วนตำบลศรีโนนงาม)
- Saphung (Thai: องค์การบริหารส่วนตำบลสะพุง)